# Christopher Cosser
Christopher Cosser (* 12. Dezember 2000) ist ein südafrikanischer Sportkletterer.

## Kindheit und Ausbildung
Cosser begann das Klettern im Jahr 2012 und begann das Wettbewerbsklettern in 2014. Er nahm an mehreren Jugendweltmeisterschaften teil. Er gehört der South African National Climbing Federation (SANCF) an.

## Karriere
Seit der Saison 2019 nahm er an mehreren Kletterweltcups teil. Bei den Afrika-Meisterschaften 2020 konnte er die Kombination gewinnen und qualifizierte sich so für die Olympischen Spiele 2020 in Tokio. Dort erreichte er in der Qualifikation den 16. Platz und verpasste so die Qualifikation für das Finale.